# Doméliers
Doméliers é uma comuna francesa na região administrativa de Altos da França, no departamento de Oise. Estende-se por uma área de 6,13 km². Em 2010 a comuna tinha 260 habitantes (densidade: 42,4 hab./km²).